# Fata Morgana (Celati)
Fata Morgana è un romanzo di Gianni Celati pubblicato in forma completa nel 2005.
Prima dell'edizione completa, le prime pagine dello pseudo-saggio di etnografia sono state pubblicate nel 1987 su "Arsenale", poi sul secondo numero de "Il semplice" nel 1996; altri frammenti sono stati successivamente proposti da "Altofragile: Foglio di scrittura" (1997), da "Nuova Prosa" (2001) e dalla rivista online "Zibaldoni ed altre meraviglie" (2003).

## Traduzioni
Il libro è stato tradotto in tedesco da Marianne Schneider (Fata Morgana, Berlin: Wagenbach 2006).

## Riconoscimenti
- nel 2005 il libro ha vinto il Premio Selezione Campiello[1] e il Premio Napoli[2] .